# HD 210071
HD 210071，又名BD+55 2679，SAO 34055、HR 8434，是一颗恒星，视星等为6.39，位于銀經101.47，銀緯0.52，其B1900.0坐标为赤經22h 2m 42s，赤緯+55° 0.52′ 21″。